# 达尔科·科瓦切维奇
达尔科·科瓦切维奇（1973年11月18日—），塞尔维亚男子足球运动员，场上位置是前锋。他曾代表南联盟参加2000年欧洲足球锦标赛，结果队伍止步八强赛。